# Rolsø Kapel
Rolsø Kapel (oprindeligt Roelse Kirke, også omtalt som Rolsø Ødekirke) er et kapel 300 m nord for gården Rolsøgaard ved den nordlige ende af Knebel Vig. Kapellet er oprindeligt bygget i 1400-tallet som våbenhus til den i 1908 nedrevne Rolsø Kirke.
Kapellet ligger i Rolsø Sogn og omgives stadig af den gamle kirkegård.

## Historie

### Sløjfning af Rolsø landsby
Forhistorien bag den kirkeløse kirkegård er, at herremanden på Rolsøgård i nærheden i 1695 fik tilladelse til at nedlægge landsbyen, Roelse (Rolsø) Den nedlagte landsby rummede foruden Rolsø Kirke, 8 gårde og 6 huse, inklusive præstegården, samt en mølle.
Landsbyen blev nedlagt på trods af Christian den 5.’s Danske Lov, hvor det fremgår, at ”…ingen landsbyer eller bøndergårde må ødelægges for at forbedre sædegaardens avl…”
Dette kan man læse i en folder fra en stander ved Rolsø Kapel, skrevet af Anne Bytofte i 1999. Her nævner hun, at ejeren af herresædet Roelsgård var ven med Danmarks enevældskonge. Dette er angivet som en mulig forklaring på, at det lykkedes for herremanden at få lov til at nedlægge landsbyen; angiveligt mod præstens vilje.
Tilbage stod herregården, Rolsøgård, ved havet mellem Knebel Vig og Århus Bugt, samt kirken, nu med 2.5 kilometer til den nærmeste by, Vrinners, hvor en med årene stigende del af af menigheden var bosat.
En kongelig betingelse for at nedlægge landsbyen Roelse i 1696 var, at præsten og sognebørnene skulle have mulighed for husly i Roelse, når der var gudstjeneste i kirken.  Det kan i praksis have betydet i herresædets tilbygninger.

### Nedrivning
I tiden efter Rolsø landsbys nedlæggelse blev Vrinners efterhånden sognets hovedby. Her blev 1899 opført et missionshus, som i stigende grad anvendtes til gudstjenester, da Vrinners-borgerne var uvillige til at køre de 2 km. til Rolsø Kirke. I 1903 besluttedes det at opføre en ny kirke i Vrinners og nedlægge kirken i Rolsø.
I dag virker en afstand på 2,5 kilometer mellem Vrinners og kirken på næsset ikke voldsom, men dengang foregik transport til fods eller til hest, og ikke mindst for ældre mennesker, der ofte søgte at gå i kirke hver søndag, kunne en gåtur på 5 kilometer, frem og tilbage i de vindudsatte bakker i al slags vejr, være langt.
I 1907 lykkedes der for menigheden, der i stigende grad brugte det kirkeligt konkurrerende missionshus i Vrinners til andagter, at opnå statens tilladelse til at rive kirken ude på næsset ned, mod at bygge i en ny kirke i Vrinners. Den nye kirke blev indviet i september 1907, men meget af inventaret fra den gamle kirke genanvendtes i den nye, og Rolsø Kirke var nedrevet året efter.
Rolsø Kirke, der blev bygget omkring år 1175, eksisterede således i 733 år. Tilbage står i dag våbenhuset, der efter 1908 blev indrettet som kapel på den bevarede Rolsø Kirkegård, der fik lov til at blive liggende. Samtidig ophængtes den gamle kirkeklokke i en ny klokkestabel.
Den nye kirke i Vrinners fra 1908 er bygget ud til Vestre Molsvej. Man kører forbi den, når man kører gennem Vrinners ud til Mols fra det sydlige Djursland. Med sine røde mursten i moderne standardstørrelse, i modsætning til ældre kirkers større munkesten, har den et for landsbykirker ukarakteristisk udseende.

#### Døbefontsmagi
Ved nedrivningen af Rolsø Kirke i 1908 blev forskelligt inventar, herunder en romansk døbefont, bygget i 1100-tallet af den romanske stenmester, Holter, overført til den nye kirke i Vrinners. Holters granitdøbefonte er ofte forsynet med et tykt indmejslet rebbånd, der omkranser dåbskarret. Formålet bag denne ornamentik er baseret på en tro på, at rebbåndets grafiske magi forhindrer onde ånder i at trænge over båndet og ind til selve dåbskarret med det indviede vand og det lille barn, ifølge præsten i Hammelev, Jette Seidelin Christensen.
I Hammelev Kirke, der ligger på Norddjursland, 5 kilometer nord for Grenå, findes også en Holter døbefont. Hammelev Kirke er bygget af ukalkede kridtsten, og der er masser af middelaldergraffiti i det knap 1000 år gamle ydre murværk. En del ser ud til at være indkradsede specialsymboler, beregnet på at forvirre eller indfange onde ånder via symboler, baseret på lukkede geometrier, såsom forbundne cirkler, som ånderne angiveligt ikke let kunne komme ud af, sådan som det også ses med det ubrudte snoede rebbånd rundt om Holter døbefontene i Rolsø- og Hammelev kirker. Sådanne rebcirkler findes også rundt om andre middelalderdøbefonte af Holter. Disse middelaldergenstande er udført i tider, hvor onde ånder og lignende blev anset for faktiske trusler mod folks liv og førlighed.
Anne Bytofte beskriver også, at Rolsø Kirke først blev forsøgt bygget et andet sted, men at nybyggeriet havde det med at blive ødelagt om natten, hvorefter man slap to kvier løs og flyttede kirkebyggeriet til det sted, hvor de to kvier blev fundet sovende den næste morgen. Her fik kirken lov at stå i 733 år indtil nedrivningen i 1908.

## Rolsø Kirke og Rolsø Kapel
Kirken blev bygget omkring 1175. Kirken bestod af skib og kor opført af rå kampesten i romansk stil. Skibet var ca. 10 meter langt og ca. 8 meter bredt, mens det østvendte kor var ca. 5 meter langt og ca. 6,5 meter bredt. I 1400-tallet blev skibet forlænget ca. 3 meter mod vest. Ved denne nye vestgavl opførte et klokketårn, et såkaldt styltetårn. På sydsiden opførtes et våbenhus.
Kirken blev nedrevet i 1908, men våbenhuset blev stående og efterfølgende indrettet som kapel.

## Kirkegården
I modsætning til de fleste andre kirkegårde i Danmark er de gamle gravsteder ikke blevet sløjfet. På Rolsø Kapels kirkegård findes blandt andet gravsteder med støbejernskors med indstøbt tekst.
Et eksempel på tidligere tiders gravstedskik er lærer Chr. Johansens gravsted fra 1897. Her er et sort-hvid portrætfoto af Chr. Johansen indlejret centralt i gravstenen, i modsætning til de fotoløse gravsten, som er nutidens norm inden for gravstedsskik i Danmark, men ikke er det flere andre steder i Verden, hvor fotos af afdøde er almindeligt forekommende som del af et gravsted.
Man kan undre sig over den høje fotografiske kvalitet af fotoet af Chr. Johansen, der er taget i slutningen af 1800-tallet, og at det tilsyneladende porcelænsbaserede foto indlejret i gravstenen, ud over en slagskade, ikke viser tegn på ældning, selv om det har stået ubeskyttet i vejr og vind i over 100 år på et øde vindblæst næs ud til havet.

## Knebel Kirke
Den nedrevne Rolsø kirke var stort set arkitektonisk identisk med den nuværende Knebel Kirke, der ligger i bunden af Knebel Vig, få kilometer fra Rolsø Kapel. Der er tale om små hvidkalkede og spartanske landsbykirker. Hovedbygningen til den nedlagte kirke i Rolsø, skibet, var opført i rå kampesten med en længde på cirka 10 meter og en bredde på 8 meter, mens det østvendte kor var cirka 5 meter langt og 6.5 meter bredt.

## Galleri
- Rolsø Kapel og klokkestabel
- Gammelt jernkors på kirkegården ved Rolsø Kapel
- Foto af Rolsø Kirke før nedrivningen i 1908. Tilbage er den øde kirkegård, og det tidligere våbenhus, omdannet til kapel
- Skrånende gravsten med relief af engel med dødt barn (på vej til Paradis), indlejret i hvad der muligvis er hvid marmor
- Den nye klokkestabel med den gamle klokke